# Бергквист, Аллан
Аллан Бергквист (швед. Allan Bergqvist, 10 июля 1908 — 13 сентября 1985) — шведский шахматист. Входил в число сильнейших шахматистов Швеции 1930—1950-х гг. Участник официальных и неофициальных чемпионатов Швеции. Известен, главным образом, тем, что в составе сборной Швеции принимал участие в шахматной олимпиаде 1950 г. (играл на 3-й доске). Набрал 4 очка из 12 (3 победы, 7 поражений, 2 ничьи; среди побежденных — один из ведущих югославских шахматистов П. Трифунович).